# Super Smash Bros.
Super Smash Bros. (大乱闘スマッシュブラザーズ, Dairantō Sumasshu Burazāzu) est une série de jeux vidéo de combat et de plates-formes éditée par Nintendo et développée par HAL Laboratory, Sora Ltd. et Bandai Namco Games. Elle met en scène des combats entre de nombreux personnages majoritairement issus de l'univers des jeux de la franchise Nintendo. Depuis le premier opus Super Smash Bros. publié en 1999 sur Nintendo 64, la série ne cesse de se développer. En plus de l'amélioration des graphismes, le nombre de personnages et de niveaux augmente à chaque nouvel épisode et de nouveaux modes font leur apparition.

## Historique
Depuis 1999, Nintendo a développé la série Super Smash Bros. sur ses principales consoles de jeux, à savoir la Nintendo 64, la GameCube, la Wii, la Nintendo 3DS, la Wii U et la Nintendo Switch. Parmi les modifications effectuées entre chaque opus, la plus remarquée est surtout sur les graphismes qui s'améliorent et s'adaptent selon la console, mais aussi l'apparition de nouveaux personnages, modes de jeux et plus.
| 1999 | Super Smash Bros.                  |
| 2000 |                                    |
| 2001 | Super Smash Bros. Melee            |
| 2002 |                                    |
| 2003 |                                    |
| 2004 |                                    |
| 2005 |                                    |
| 2006 |                                    |
| 2007 |                                    |
| 2008 | Super Smash Bros. Brawl            |
| 2009 |                                    |
| 2010 |                                    |
| 2011 |                                    |
| 2012 |                                    |
| 2013 |                                    |
| 2014 | Super Smash Bros. for Nintendo 3DS |
| 2014 | Super Smash Bros. for Wii U        |
| 2015 |                                    |
| 2016 |                                    |
| 2017 |                                    |
| 2018 | Super Smash Bros. Ultimate         |

### Super Smash Bros.
Initialement paru le 19 novembre 1999 sur la Nintendo 64, il est le premier épisode de la série.
Le jeu propose un total de douze personnages jouables, tous issus de séries emblématiques de Nintendo. Le joueur a ainsi le choix entre Mario, Link, Kirby, Pikachu, Donkey Kong, Fox, Samus et Yoshi, auxquels s'ajoutent Rondoudou, Luigi, Captain Falcon et Ness, qui peuvent être débloqués. Chaque personnage dispose d'une palette de coups, dont trois spéciaux, que le joueur doit connaître pour adapter sa stratégie.
Outre le mode versus qui permet jusqu'à quatre joueurs de s'affronter, le jeu dispose d'un mode solo proposant diverses activités, comme briser des cibles, activer des plates-formes et parcourir le mode Classique.

### Super Smash Bros. Melee
Publié le 24 mai 2002 sur GameCube, il s'agit du deuxième épisode de la série.
Le jeu s'appuie sur la mécanique introduite lors du précédent opus : les combats entre des personnages issus de séries emblématiques de Nintendo. Ainsi, quatorze combattants viennent s'ajouter à ceux déjà présents dans l'opus précédent, montant le nombre de personnages total à vingt-six. Par ailleurs, la palette de coup a été agrandie, chaque personnage disposant désormais de quatre coups spéciaux contre trois dans l'opus précédent. Concernant le mode solo, d'autres options ont été ajoutées comme les modes Aventure, All-Stars et Événements. Enfin, cet épisode marque l'arrivée des trophées dans la série.

### Super Smash Bros. Brawl
Sorti le 27 juin 2008 sur Wii, il s'agit du troisième épisode de la série.
S'inspirant toujours des mécaniques introduites dans les précédents épisodes, le jeu propose un total de trente-neuf personnages jouables. Le mode solo accueille également l'Émissaire Subspatial[réf. nécessaire], qui met en scène les personnages du jeu lors d'une aventure. Enfin, cet opus marque l'arrivée des Smash final, un coup spécial puissant qu'un personnage déclenche après avoir brisé une Balle Smash.

### Super Smash Bros. for Nintendo 3DS / for Wii U
Quatrième épisode de la série, la version Nintendo 3DS est parue le 3 octobre 2014 et la version Wii U le 28 novembre 2014. C'est la première fois que la série apparaît sur console portable.
Le joueur a le choix parmi un total de quarante-neuf personnages jouables, qui sont les mêmes pour les deux versions. En revanche, les arènes diffèrent selon la version, bien que certains soient communs aux deux. Bien qu'il n'y ait pas de multiplate-forme entre les versions, le jeu, qui est compatible avec les figurines amiibo, permet au joueur, grâce à celles-ci, d'importer les combattants qu'ils ont personnalisés.
Enfin, le jeu est le premier de la série à accueillir du contenu additionnel gratuit et payant. Ce contenu permet aux joueurs d'acquérir des combattants et des arènes supplémentaires, ainsi que des tenues pour personnaliser les Mii.

### Super Smash Bros. Ultimate
Paru le 7 décembre 2018 sur Nintendo Switch, il s'agit du cinquième épisode de la série.
Le jeu met à disposition du joueur l'ensemble des personnages jouables des épisodes précédents, en plus d'en introduire de nouveaux. Le joueur a ainsi le choix parmi soixante-quatorze personnages qu'il doit débloquer au fur et à mesure de son avancée dans le jeu. Douze autres personnages sont également disponibles via contenu additionnel payant.
Par ailleurs, une nouvelle mécanique vient remplacer celle des trophées instaurée depuis Super Smash Bros. Melee : les esprits. Il s'agit de bulles contenant des personnages issus des mêmes séries que celles dont sont tirés les combattants et les arènes et dont le joueur peut se servir pour personnaliser son combattant. Il peut ainsi, par exemple, augmenter sa vitesse, réduire les dégâts causés par le poison, résister aux armes, etc. Les esprits se collectent au travers des différents modes de jeu. De plus, le mode histoire permet au joueur d'apprendre à s'en servir et à varier leur utilisation selon les combats.

## Système de jeu
Le système de jeu de la série Super Smash Bros. diffère radicalement de celui de la plupart des jeux de combat traditionnels. Au lieu de vaincre en épuisant la barre de vie de l'adversaire, un joueur de Super Smash Bros. remporte le combat en propulsant ses adversaires hors de l'arène.
Pour cela, il faut frapper à répétition son adversaire afin de faire monter sa jauge de pourcentage de dégâts. Plus elle est élevée, plus les coups portés le feront voler loin pour l'expulser de l'écran.
Cette particularité du système de combat rend la série Super Smash Bros. unique en son genre dans le sens où elle allie l'aspect classique des jeux de combats, consistant à enchaîner des coups en appuyant sur des combinaisons de touches, à la mobilité d'un jeu de plateforme, puisque les personnages doivent constamment se déplacer au sein de différentes plateformes constituants les arènes et effectuer des sauts pour tenter de revenir sur l’arène duquel ils auraient été éjectés.
Les coups sont également donnés de manière assez novatrice pour un jeu de combat puisqu'ils dépendent de la direction dans laquelle le joueur oriente le stick directionnel au moment où il donne le coup. Deux types d'attaques se distinguent également : les coups normaux et les coups spéciaux. Les coups spéciaux diffèrent d'un personnage à un autre. Les attaques smash sont quant à elles des coups normaux à la puissance amplifiée et pouvant être chargées qui sont effectuées en pressant simultanément le bouton d'attaque et le stick directionnel dans la direction voulue.
Par ailleurs, divers objets apparaissent dans l'arène pour être ramassés et ainsi faire diminuer son propre pourcentage de dégâts (soins) ou infliger des dégâts à l'adversaire (armes, pièges, etc).
Il existe également une attaque ultime unique à chaque personnage, le Smash final. Lors de ce coup apparu dans Brawl, l'adversaire subit de lourds dégâts. Ce coup est disponible en détruisant une balle Smash, soit une version moins puissante dans Ultimate en complétant une jauge de Smash final.
L'un des intérêts de la série réside dans le fait que les combattants sont issus de différents titres parmi les plus célèbres de Nintendo, tels que Mario, Link, Samus, Pikachu ou encore Fox. De plus, depuis Super Smash Bros. Brawl, des personnages issus d'autres éditeurs de jeux vidéo sont amenés à faire partie des personnages jouables en tant qu'invités. Sonic et Snake, respectivement issus des franchises de Sega et Konami, ont été les premiers personnages de ce type introduits dans la série. D'autres personnages, non-jouables, ont été conçus exclusivement pour la série. Enfin, la galerie des trophées à collectionner, présente dans Melee, Brawl ainsi que le quatrième opus, constitue une sorte d'encyclopédie de Nintendo en donnant des détails sur des personnages et des éléments des séries développées et éditées par la firme.

## Univers

### Combattants
Les combattants de la série Super Smash Bros. ont chacun des forces et des faiblesses et disposent de coups normaux et spéciaux, prises, sauts, vitesse de déplacement et d'attaque différents. Maîtriser l'ensemble de ces paramètres pour chaque personnage est essentiel pour parvenir à vaincre ses adversaires. Super Smash Bros. Ultimate ajoute une distinction avec les combattants écho qui reprennent des attaques d'un combattant original.
Au fil des épisodes, la majorité des personnages sont repris et de nouveaux personnages viennent grossir les rangs. Il arrive que leur design, leurs caractéristiques, voire certaines de leurs capacités, soient entièrement revus ou modifiés lors de ces transitions.
| Univers Nintendo           | Univers Nintendo           | Univers Nintendo                     | Univers Nintendo | Univers Nintendo | Univers Nintendo | Univers Nintendo | Univers Nintendo |
| Combattant(e)              | Combattant(e)              | Issu(e) de                           | Jouable dans     | Jouable dans     | Jouable dans     | Jouable dans     | Jouable dans     |
| Série Super Mario          | Série Super Mario          | Série Super Mario                    | SSB              | Melee            | Brawl            | 3DS/Wii U        | Ultimate         |
| -------------------------- | -------------------------- | ------------------------------------ | ---------------- | ---------------- | ---------------- | ---------------- | ---------------- |
| Mario                      | Mario                      | Donkey Kong                          | Oui              | Oui              | Oui              | Oui              | Oui              |
| Luigi                      | Luigi                      | Mario Bros.                          | Oui              | Oui              | Oui              | Oui              | Oui              |
| Peach                      | Peach                      | Super Mario Bros.                    | Non              | Oui              | Oui              | Oui              | Oui              |
| Bowser                     | Bowser                     | Super Mario Bros.                    | Non              | Oui              | Oui              | Oui              | Oui              |
| Dr. Mario                  | Dr. Mario                  | Dr. Mario                            | Non              | Oui              | Non              | Oui              | Oui              |
| Harmonie & Luma            | Harmonie & Luma            | Super Mario Galaxy                   | Non              | Non              | Non              | Oui              | Oui              |
| Bowser Jr.                 | Bowser Jr.                 | Super Mario Sunshine                 | Non              | Non              | Non              | Oui              | Oui              |
| Daisy                      | Daisy                      | Super Mario Land                     | Non              | Non              | Non              | Non              | Oui              |
| Plante Piranha             | Plante Piranha             | Super Mario Bros.                    | Non              | Non              | Non              | Non              | [ note 3 ]       |
| Série Donkey Kong          | Série Donkey Kong          | Série Donkey Kong                    | SSB              | Melee            | Brawl            | 3DS/Wii U        | Ultimate         |
| Donkey Kong                | Donkey Kong                | Donkey Kong                          | Oui              | Oui              | Oui              | Oui              | Oui              |
| Diddy Kong                 | Diddy Kong                 | Donkey Kong Country                  | Non              | Non              | Oui              | Oui              | Oui              |
| King K. Rool               | King K. Rool               | Donkey Kong Country                  | Non              | Non              | Non              | Non              | Oui              |
| Série The Legend of Zelda  | Série The Legend of Zelda  | Série The Legend of Zelda            | SSB              | Melee            | Brawl            | 3DS/Wii U        | Ultimate         |
| Link                       | Link                       | The Legend of Zelda                  | Oui              | Oui              | Oui              | Oui              | Oui              |
| Sheik                      | Sheik                      | The Legend of Zelda: Ocarina of Time | Non              | [ note 5 ]       | [ note 5 ]       | Oui              | Oui              |
| Zelda                      | Zelda                      | The Legend of Zelda                  | Non              | Oui              | Oui              | Oui              | Oui              |
| Link enfant                | Link enfant                | The Legend of Zelda: Ocarina of Time | Non              | Oui              | Non              | Non              | Oui              |
| Ganondorf                  | Ganondorf                  | The Legend of Zelda                  | Non              | Oui              | Oui              | Oui              | Oui              |
| Link Cartoon               | Link Cartoon               | The Legend of Zelda: The Wind Waker  | Non              | Non              | Oui              | Oui              | Oui              |
| Série Metroid              | Série Metroid              | Série Metroid                        | SSB              | Melee            | Brawl            | 3DS/Wii U        | Ultimate         |
| Samus                      | Samus                      | Metroid                              | Oui              | Oui              | Oui              | Oui              | Oui              |
| Samus sans armure          | Samus sans armure          | Metroid: Zero Mission                | Non              | Non              | [ note 7 ]       | Oui              | Oui              |
| Ridley                     | Ridley                     | Metroid                              | Non              | Non              | Non              | Non              | Oui              |
| Samus sombre               | Samus sombre               | Metroid Prime 2: Echoes              | Non              | Non              | Non              | Non              | Oui              |
| Série Kirby                | Série Kirby                | Série Kirby                          | SSB              | Melee            | Brawl            | 3DS/Wii U        | Ultimate         |
| Kirby                      | Kirby                      | Kirby's Dream Land                   | Oui              | Oui              | Oui              | Oui              | Oui              |
| Meta Knight                | Meta Knight                | Kirby's Adventure                    | Non              | Non              | Oui              | Oui              | Oui              |
| Roi DaDiDou                | Roi DaDiDou                | Kirby's Dream Land                   | Non              | Non              | Oui              | Oui              | Oui              |
| Série Star Fox             | Série Star Fox             | Série Star Fox                       | SSB              | Melee            | Brawl            | 3DS/Wii U        | Ultimate         |
| Fox                        | Fox                        | Star Wing                            | Oui              | Oui              | Oui              | Oui              | Oui              |
| Falco                      | Falco                      | Star Wing                            | Non              | Oui              | Oui              | Oui              | Oui              |
| Wolf                       | Wolf                       | Lylat Wars                           | Non              | Non              | Oui              | Non              | Oui              |
| Série Pokémon              | Série Pokémon              | Série Pokémon                        | SSB              | Melee            | Brawl            | 3DS/Wii U        | Ultimate         |
| Pikachu                    | Pikachu                    | Pokémon Rouge et Bleu                | Oui              | Oui              | Oui              | Oui              | Oui              |
| Rondoudou                  | Rondoudou                  | Pokémon Rouge et Bleu                | Oui              | Oui              | Oui              | Oui              | Oui              |
| Pichu                      | Pichu                      | Pokémon Or et Argent                 | Non              | Oui              | Non              | Non              | Oui              |
| Mewtwo                     | Mewtwo                     | Pokémon Rouge et Bleu                | Non              | Oui              | Non              | [ note 3 ]       | Oui              |
| Dresseur de Pokémon        | Carapuce                   | Pokémon Rouge et Bleu                | Non              | Non              | Oui              | Non              | Oui              |
| Dresseur de Pokémon        | Herbizarre                 | Pokémon Rouge et Bleu                | Non              | Non              | Oui              | Non              | Oui              |
| Dresseur de Pokémon        | Dracaufeu                  | Pokémon Rouge et Bleu                | Non              | Non              | Oui              | [ note 9 ]       | Oui              |
| Lucario                    | Lucario                    | Pokémon Diamant et Perle             | Non              | Non              | Oui              | Oui              | Oui              |
| Amphinobi                  | Amphinobi                  | Pokémon X et Y                       | Non              | Non              | Non              | Oui              | Oui              |
| Félinferno                 | Félinferno                 | Pokémon Soleil et Lune               | Non              | Non              | Non              | Non              | Oui              |
| Série EarthBound           | Série EarthBound           | Série EarthBound                     | SSB              | Melee            | Brawl            | 3DS/Wii U        | Ultimate         |
| Ness                       | Ness                       | EarthBound                           | Oui              | Oui              | Oui              | Oui              | Oui              |
| Lucas                      | Lucas                      | Mother 3                             | Non              | Non              | Oui              | [ note 3 ]       | Oui              |
| Série Fire Emblem          | Série Fire Emblem          | Série Fire Emblem                    | SSB              | Melee            | Brawl            | 3DS/Wii U        | Ultimate         |
| Marth                      | Marth                      | Fire Emblem: Shadow Dragon           | Non              | Oui              | Oui              | Oui              | Oui              |
| Roy                        | Roy                        | Fire Emblem: The Binding Blade       | Non              | Oui              | Non              | [ note 3 ]       | Oui              |
| Ike                        | Ike                        | Fire Emblem: Path of Radiance        | Non              | Non              | Oui              | Oui              | Oui              |
| Daraen                     | Daraen                     | Fire Emblem: Awakening               | Non              | Non              | Non              | Oui              | Oui              |
| Lucina                     | Lucina                     | Fire Emblem: Awakening               | Non              | Non              | Non              | Oui              | Oui              |
| Corrin                     | Corrin                     | Fire Emblem Fates                    | Non              | Non              | Non              | [ note 3 ]       | Oui              |
| Chrom                      | Chrom                      | Fire Emblem: Awakening               | Non              | Non              | Non              | Non              | Oui              |
| Byleth                     | Byleth                     | Fire Emblem: Three Houses            | Non              | Non              | Non              | Non              | [ note 3 ]       |
| Série Kid Icarus           | Série Kid Icarus           | Série Kid Icarus                     | SSB              | Melee            | Brawl            | 3DS/Wii U        | Ultimate         |
| Pit                        | Pit                        | Kid Icarus                           | Non              | Non              | Oui              | Oui              | Oui              |
| Palutena                   | Palutena                   | Kid Icarus                           | Non              | Non              | Non              | Oui              | Oui              |
| Pit maléfique              | Pit maléfique              | Kid Icarus: Uprising                 | Non              | Non              | Non              | Oui              | Oui              |
| Série Animal Crossing      | Série Animal Crossing      | Série Animal Crossing                | SSB              | Melee            | Brawl            | 3DS/Wii U        | Ultimate         |
| Villageois                 | Villageois                 | Animal Crossing                      | Non              | Non              | Non              | Oui              | Oui              |
| Marie                      | Marie                      | Animal Crossing: New Leaf            | Non              | Non              | Non              | Non              | Oui              |
| Série Xenoblade Chronicles | Série Xenoblade Chronicles | Série Xenoblade Chronicles           | SSB              | Melee            | Brawl            | 3DS/Wii U        | Ultimate         |
| Shulk                      | Shulk                      | Xenoblade Chronicles                 | Non              | Non              | Non              | Oui              | Oui              |
| Pyra / Mythra              | Pyra / Mythra              | Xenoblade Chronicles 2               | Non              | Non              | Non              | Non              | [ note 3 ]       |
| Autres licences            | Autres licences            | Autres licences                      | SSB              | Melee            | Brawl            | 3DS/Wii U        | Ultimate         |
| Yoshi                      | Yoshi                      | Super Mario World                    | Oui              | Oui              | Oui              | Oui              | Oui              |
| Captain Falcon             | Captain Falcon             | F-Zero                               | Oui              | Oui              | Oui              | Oui              | Oui              |
| Ice Climbers               | Ice Climbers               | Ice Climber                          | Non              | Oui              | Oui              | Non              | Oui              |
| Mr. Game & Watch           | Mr. Game & Watch           | Ball                                 | Non              | Oui              | Oui              | Oui              | Oui              |
| Wario                      | Wario                      | WarioWare, Inc. : Mega Mini-Jeux     | Non              | Non              | Oui              | Oui              | Oui              |
| Olimar                     | Olimar                     | Pikmin                               | Non              | Non              | Oui              | Oui              | Oui              |
| R.O.B.                     | R.O.B.                     | Accessoire NES                       | Non              | Non              | Oui              | Oui              | Oui              |
| Entraîneuse Wii Fit        | Entraîneuse Wii Fit        | Wii Fit                              | Non              | Non              | Non              | Oui              | Oui              |
| Little Mac                 | Little Mac                 | Punch-Out!!                          | Non              | Non              | Non              | Oui              | Oui              |
| Mii                        | Mii                        | Chaîne Mii                           | Non              | Non              | Non              | Oui              | Oui              |
| Duo Duck Hunt              | Duo Duck Hunt              | Duck Hunt                            | Non              | Non              | Non              | Oui              | Oui              |
| Bayonetta                  | Bayonetta                  | Bayonetta                            | Non              | Non              | Non              | [ note 3 ]       | Oui              |
| Inkling                    | Inkling                    | Splatoon                             | Non              | Non              | Non              | Non              | Oui              |
| Min Min                    | Min Min                    | Arms                                 | Non              | Non              | Non              | Non              | [ note 3 ]       |
| Univers partenaires        |                            |                                      |                  |                  |                  |                  |                  |
| Combattant(e)              | Combattant(e)              | Issu(e) de                           | Jouable dans     | Jouable dans     | Jouable dans     | Jouable dans     | Jouable dans     |
| Série Street Fighter       | Série Street Fighter       | Série Street Fighter                 | SSB              | Melee            | Brawl            | 3DS/Wii U        | Ultimate         |
| Ryu                        | Ryu                        | Street Fighter                       | Non              | Non              | Non              | [ note 3 ]       | Oui              |
| Ken                        | Ken                        | Street Fighter                       | Non              | Non              | Non              | Non              | Oui              |
| Série Final Fantasy        | Série Final Fantasy        | Série Final Fantasy                  | SSB              | Melee            | Brawl            | 3DS/Wii U        | Ultimate         |
| Cloud                      | Cloud                      | Final Fantasy VII                    | Non              | Non              | Non              | [ note 3 ]       | Oui              |
| Séphiroth                  | Séphiroth                  | Final Fantasy VII                    | Non              | Non              | Non              | Non              | [ note 3 ]       |
| Série Castlevania          | Série Castlevania          | Série Castlevania                    | SSB              | Melee            | Brawl            | 3DS/Wii U        | Ultimate         |
| Simon                      | Simon                      | Castlevania                          | Non              | Non              | Non              | Non              | Oui              |
| Richter                    | Richter                    | Castlevania: Rondo of Blood          | Non              | Non              | Non              | Non              | Oui              |
| Autres licences            | Autres licences            | Autres licences                      | SSB              | Melee            | Brawl            | 3DS/Wii U        | Ultimate         |
| Snake                      | Snake                      | Metal Gear                           | Non              | Non              | Oui              | Non              | Oui              |
| Sonic                      | Sonic                      | Sonic the Hedgehog                   | Non              | Non              | Oui              | Oui              | Oui              |
| Mega Man                   | Mega Man                   | Mega Man                             | Non              | Non              | Non              | Oui              | Oui              |
| Pac-Man                    | Pac-Man                    | Pac-Man                              | Non              | Non              | Non              | Oui              | Oui              |
| Joker                      | Joker                      | Persona 5                            | Non              | Non              | Non              | Non              | [ note 3 ]       |
| Héros                      | Héros                      | Dragon Quest XI                      | Non              | Non              | Non              | Non              | [ note 3 ]       |
| Banjo & Kazooie            | Banjo & Kazooie            | Banjo-Kazooie                        | Non              | Non              | Non              | Non              | [ note 3 ]       |
| Terry                      | Terry                      | Fatal Fury: King of Fighters         | Non              | Non              | Non              | Non              | [ note 3 ]       |
| Steve                      | Steve                      | Minecraft                            | Non              | Non              | Non              | Non              | [ note 3 ]       |
| Kazuya                     | Kazuya                     | Tekken                               | Non              | Non              | Non              | Non              | [ note 3 ]       |
| Sora                       | Sora                       | Kingdom Hearts                       | Non              | Non              | Non              | Non              | [ note 3 ]       |
| Total                      | Total                      | Total                                | 12               | 26               | 39               | 58               | 89               |

### Stages
Dans la série Super Smash Bros., les stages (ou niveaux en Français québécois), ou contrairement à la majorité des jeux de combats où ils constituent principalement un décor de fond, sont capitaux et peuvent faire basculer toute une bataille. En effet, le gameplay de Super Smash Bros. se situe entre un jeu de combat et un jeu de plates-formes. Les niveaux sont composés de différents éléments : plateformes, fossés, pièges, structures en mouvement, zones aquatiques, défilement, chutes d'objets, etc. La mobilité est donc un facteur essentiel pour décrocher la victoire. Le joueur doit donc s'adapter à la topographie des stages sur lesquels il se bat s'il souhaite esquiver rapidement ses adversaires, se positionner stratégiquement par rapport à eux et éviter les pièges.
Une des règles générales est que dans beaucoup d'arènes, des éléments peuvent être détruits ou déplacés par rapport à leur configuration initiale. Néanmoins, tous finissent, après un certain temps, soit par reprendre leur position initiale, soit par réapparaître. De la même manière, celles disposant d'un défilement finissent tous au bout d'un certain temps par revenir à leur point de démarrage.
Dans Super Smash Bros. Ultimate, Les stages existent également dans deux formes qui sont fixes pour tous : les modes « CB » et « DF ». Le mode « CB » est une copie du Champ de Bataille, avec deux plates-formes au milieu et une au-dessus du stage, sans que celles-ci ne bougent. Quant au mode « DF », il s'agit d'une copie de Destination Finale qui a la particularité de ne pas avoir de plateformes.
Certains stages voient parfois leur nom changer lors de leur réédition dans un épisode suivant de la série. Par commodité, la liste des stages de la série ci-dessous présente les stages tels qu'ils sont nommés lors de leur dernière apparition au sein d'un opus de Super Smash Bros.. Dans le cas où deux d'entre-eux posséderaient le même nom, une parenthèse située derrière le nom indique l'opus duquel il est tiré. Enfin, contrairement aux personnages, les stages présents dans Super Smash Bros. for Nintendo 3DS / for Wii U diffèrent, pour la plupart, selon la version du jeu.
| Univers Nintendo                | Univers Nintendo                        | Univers Nintendo | Univers Nintendo | Univers Nintendo | Univers Nintendo | Univers Nintendo | Univers Nintendo | Univers Nintendo |
| Stage                           | Issu de                                 | Présent dans     | Présent dans     | Présent dans     | Présent dans     | Présent dans     | Présent dans     |                  |
| Originaux                       | Originaux                               | SSB              | Melee            | Brawl            | 3DS              | Wii U            | Ultimate         |                  |
| ------------------------------- | --------------------------------------- | ---------------- | ---------------- | ---------------- | ---------------- | ---------------- | ---------------- | ---------------- |
| Champ de Bataille               | Super Smash Bros.                       | [ note 17 ]      | Oui              | Oui              | Oui              | Oui              | Oui              |                  |
| Destination Finale              | Super Smash Bros.                       | [ note 17 ]      | Oui              | Oui              | Oui              | Oui              | Oui              |                  |
| Vaste Champ de bataille         | Super Smash Bros.                       | Non              | Non              | Non              | Non              | Oui              | Oui              |                  |
| Petit Champ de Bataille         | Super Smash Bros.                       | Non              | Non              | Non              | Non              | Non              | [ note 18 ]      |                  |
| Série Super Mario               | Série Super Mario                       | SSB              | Melee            | Brawl            | 3DS              | Wii U            | Ultimate         |                  |
| Château de Peach                | Super Mario 64                          | Oui              | Non              | Non              | [ note 19 ]      | [ note 19 ]      | Oui              |                  |
| Royaume Champignon (64)         | Super Mario Bros.                       | Oui              | Non              | Non              | Non              | Non              | Oui              |                  |
| Royaume Champignon (Melee)      | Super Mario Bros.                       | Non              | Oui              | Non              | Non              | Non              | Non              |                  |
| Château de la princesse Peach   | Super Mario 64                          | Non              | Oui              | Non              | Non              | Non              | Oui              |                  |
| Course Arc-en-ciel              | Super Mario 64                          | Non              | Oui              | Oui              | Non              | Non              | Oui              |                  |
| Royaume Champignon II           | Super Mario Bros. 2                     | Non              | Oui              | Non              | Non              | Non              | Oui              |                  |
| Place Delfino                   | Super Mario Sunshine                    | Non              | Non              | Oui              | Non              | Oui              | Oui              |                  |
| Royaume Champiternel            | Super Mario Bros.                       | Non              | Non              | Oui              | Oui              | Non              | Oui              |                  |
| Circuit en 8                    | Mario Kart DS                           | Non              | Non              | Oui              | Non              | Oui              | Oui              |                  |
| Manoir de Luigi                 | Luigi's Mansion                         | Non              | Non              | Oui              | Non              | Oui              | Oui              |                  |
| Mario Bros.                     | Mario Bros.                             | Non              | Non              | Oui              | Non              | Non              | Oui              |                  |
| 3D Land                         | Super Mario 3D Land                     | Non              | Non              | Non              | Oui              | Non              | Oui              |                  |
| Buttes au butin                 | New Super Mario Bros. 2                 | Non              | Non              | Non              | Oui              | Non              | Oui              |                  |
| Route Arc-en-ciel               | Mario Kart 7                            | Non              | Non              | Non              | Oui              | Non              | Non              |                  |
| Paper Mario                     | Paper Mario                             | Non              | Non              | Non              | Oui              | Non              | Oui              |                  |
| Royaume Champignon U            | New Super Mario Bros. U                 | Non              | Non              | Non              | Non              | Oui              | Oui              |                  |
| Mario Galaxy                    | Super Mario Galaxy                      | Non              | Non              | Non              | Non              | Oui              | Oui              |                  |
| Circuit Mario                   | Mario Kart 8                            | Non              | Non              | Non              | Non              | Oui              | Oui              |                  |
| Super Mario Maker               | Super Mario Maker                       | Non              | Non              | Non              | [ note 19 ]      | [ note 19 ]      | Oui              |                  |
| Hôtel de ville de New Donk City | Super Mario Odyssey                     | Non              | Non              | Non              | Non              | Non              | Oui              |                  |
| Série Donkey Kong               | Série Donkey Kong                       | SSB              | Melee            | Brawl            | 3DS              | Wii U            | Ultimate         |                  |
| Jungle Kongo                    | Donkey Kong Country                     | Oui              | Oui              | Non              | Non              | Oui              | Oui              |                  |
| Cascade Kongo                   | Donkey Kong Country                     | Non              | Oui              | Non              | Non              | Non              | Oui              |                  |
| Jungle des Jobards              | Donkey Kong 64                          | Non              | Oui              | Oui              | Oui              | Non              | Oui              |                  |
| Cascade à Rebours               | Donkey Kong Jungle Beat                 | Non              | Non              | Oui              | Non              | Non              | Non              |                  |
| 75m                             | Donkey Kong                             | Non              | Non              | Oui              | Non              | Oui              | Oui              |                  |
| Jungle déjantée                 | Donkey Kong Country Returns             | Non              | Non              | Non              | Non              | Oui              | Non              |                  |
| Série The Legend of Zelda       | Série The Legend of Zelda               | SSB              | Melee            | Brawl            | 3DS              | Wii U            | Ultimate         |                  |
| Château d'Hyrule                | The Legend of Zelda: Ocarina of Time    | Oui              | Non              | Non              | [ note 19 ]      | [ note 19 ]      | Oui              |                  |
| Grande baie                     | The Legend of Zelda: Majora's Mask      | Non              | Oui              | Non              | Non              | Non              | Oui              |                  |
| Temple                          | Zelda II: The Adventure of Link         | Non              | Oui              | Oui              | Non              | Oui              | Oui              |                  |
| Pont d'Ordinn                   | The Legend of Zelda: Twilight Princess  | Non              | Non              | Oui              | Non              | Oui              | Oui              |                  |
| Vaisseau pirate                 | The Legend of Zelda: The Wind Waker     | Non              | Non              | Oui              | Non              | [ note 19 ]      | Oui              |                  |
| Vallée Gerudo                   | The Legend of Zelda: Ocarina of Time    | Non              | Non              | Non              | Oui              | Non              | Oui              |                  |
| Locomotive des dieux            | The Legend of Zelda: Spirit Tracks      | Non              | Non              | Non              | Oui              | Non              | Oui              |                  |
| Célesbourg                      | The Legend of Zelda: Skyward Sword      | Non              | Non              | Non              | Non              | Oui              | Oui              |                  |
| Tour du Prélude                 | The Legend of Zelda: Breath of the Wild | Non              | Non              | Non              | Non              | Non              | Oui              |                  |
| Série Metroid                   | Série Metroid                           | SSB              | Melee            | Brawl            | 3DS              | Wii U            | Ultimate         |                  |
| Planète Zèbes                   | Metroid                                 | Oui              | Non              | Non              | Non              | Non              | Non              |                  |
| Brinstar                        | Metroid                                 | Non              | Oui              | Oui              | Oui              | Non              | Oui              |                  |
| Profondeurs de Brinstar         | Metroid                                 | Non              | Oui              | Non              | Non              | Non              | Oui              |                  |
| Norfair                         | Metroid                                 | Non              | Non              | Oui              | Non              | Oui              | Oui              |                  |
| Frégate Orphéon                 | Metroid Prime                           | Non              | Non              | Oui              | Non              | Non              | Oui              |                  |
| Pyrosphère                      | Metroid: Other M                        | Non              | Non              | Non              | Non              | Oui              | Non              |                  |
| Série Yoshi                     | Série Yoshi                             | SSB              | Melee            | Brawl            | 3DS              | Wii U            | Ultimate         |                  |
| Arbre Magique du Bonheur        | Yoshi's Story                           | Oui              | Oui              | Non              | Non              | Non              | Oui              |                  |
| Île de Yoshi (Melee)            | Super Mario World                       | Non              | Oui              | Oui              | Non              | Oui              | Oui              |                  |
| Yoshi's Story                   | Yoshi's Story                           | Non              | Oui              | Non              | Non              | Non              | Oui              |                  |
| Île de Yoshi (Brawl)            | Super Mario World 2: Yoshi's Island     | Non              | Non              | Oui              | Oui              | Non              | Oui              |                  |
| Monde de laine                  | Yoshi's Woolly World                    | Non              | Non              | Non              | Non              | Oui              | Non              |                  |
| Série Kirby                     | Série Kirby                             | SSB              | Melee            | Brawl            | 3DS              | Wii U            | Ultimate         |                  |
| Dream Land                      | Kirby's Dream Land                      | Oui              | Non              | Non              | [ note 19 ]      | [ note 19 ]      | Oui              |                  |
| Fontaine des Rêves              | Kirby's Adventure                       | Non              | Oui              | Non              | Non              | Non              | Oui              |                  |
| Vertes Prairies                 | Kirby's Dream Land                      | Non              | Oui              | Oui              | Non              | Non              | Oui              |                  |
| Halberd                         | Kirby's Fun Pak                         | Non              | Non              | Oui              | Non              | Oui              | Oui              |                  |
| Dream Land GB                   | Kirby's Dream Land                      | Non              | Non              | Non              | Oui              | Non              | Oui              |                  |
| La Caverne du Péril             | Kirby's Fun Pak                         | Non              | Non              | Non              | Non              | Oui              | Oui              |                  |
| Série Star Fox                  | Série Star Fox                          | SSB              | Melee            | Brawl            | 3DS              | Wii U            | Ultimate         |                  |
| Secteur Z                       | Lylat Wars                              | Oui              | Non              | Non              | Non              | Non              | Non              |                  |
| Corneria                        | Lylat Wars                              | Non              | Oui              | Oui              | Oui              | Non              | Oui              |                  |
| Venom                           | Lylat Wars                              | Non              | Oui              | Non              | Non              | Non              | Oui              |                  |
| Traversée de Lylat              | Star Fox: Assault                       | Non              | Non              | Oui              | Non              | Oui              | Oui              |                  |
| Portail en orbite               | Star Fox: Assault                       | Non              | Non              | Non              | Non              | Oui              | Non              |                  |
| Série Pokémon                   | Série Pokémon                           | SSB              | Melee            | Brawl            | 3DS              | Wii U            | Ultimate         |                  |
| Safrania                        | Pokémon Rouge et Bleu                   | Oui              | Non              | Non              | Non              | Non              | Oui              |                  |
| Stade Pokémon                   | Pokémon Stadium                         | Non              | Oui              | Oui              | Non              | Non              | Oui              |                  |
| Pokéflotte                      | Pokémon                                 | Non              | Oui              | Non              | Non              | Non              | Non              |                  |
| Stade Pokémon 2                 | Pokémon Stadium                         | Non              | Non              | Oui              | Non              | Oui              | Oui              |                  |
| Colonnes Lances                 | Pokémon Diamant et Perle                | Non              | Non              | Oui              | Non              | Non              | Oui              |                  |
| Ligue Pokémon d'Unys            | Pokémon Noir et Blanc                   | Non              | Non              | Non              | Oui              | Non              | Oui              |                  |
| Tour Prismatique                | Pokémon X et Y                          | Non              | Non              | Non              | Oui              | Non              | Oui              |                  |
| Ligue Pokémon de Kalos          | Pokémon X et Y                          | Non              | Non              | Non              | Non              | Oui              | Oui              |                  |
| Série F-Zero                    | Série F-Zero                            | SSB              | Melee            | Brawl            | 3DS              | Wii U            | Ultimate         |                  |
| Mute City                       | F-Zero X                                | Non              | Oui              | Non              | Non              | Non              | Non              |                  |
| Big Blue                        | F-Zero X                                | Non              | Oui              | Oui              | Non              | Non              | Oui              |                  |
| Port Town                       | F-Zero GX                               | Non              | Non              | Oui              | Non              | Oui              | Oui              |                  |
| Mute City SNES                  | F-Zero                                  | Non              | Non              | Non              | Oui              | Non              | Oui              |                  |
| Série EarthBound                | Série EarthBound                        | SSB              | Melee            | Brawl            | 3DS              | Wii U            | Ultimate         |                  |
| Onett                           | EarthBound                              | Non              | Oui              | Oui              | Non              | Oui              | Oui              |                  |
| Fourside                        | EarthBound                              | Non              | Oui              | Non              | Non              | Non              | Oui              |                  |
| New Pork City                   | Mother 3                                | Non              | Non              | Oui              | Non              | Non              | Oui              |                  |
| Magicant                        | Mother                                  | Non              | Non              | Non              | Oui              | Non              | Oui              |                  |
| Série Game & Watch              | Série Game & Watch                      | SSB              | Melee            | Brawl            | 3DS              | Wii U            | Ultimate         |                  |
| Espace 2D                       | Helmet                                  | Non              | Oui              | Non              | Non              | Non              | Non              |                  |
| Espace 2D no 2                  | Oil Panic / Lion / Chef                 | Non              | Non              | Oui              | Oui              | Non              | Non              |                  |
| Espace 2D X                     | Helmet / Oil Panic / Lion / Chef        | Non              | Non              | Non              | Non              | Oui              | Oui              |                  |
| Série WarioWare                 | Série WarioWare                         | SSB              | Melee            | Brawl            | 3DS              | Wii U            | Ultimate         |                  |
| WarioWare, Inc.                 | WarioWare: Minigame Mania               | Non              | Non              | Oui              | Oui              | Non              | Oui              |                  |
| Gamer                           | Game & Wario                            | Non              | Non              | Non              | Non              | Oui              | Oui              |                  |
| Série Fire Emblem               | Série Fire Emblem                       | SSB              | Melee            | Brawl            | 3DS              | Wii U            | Ultimate         |                  |
| Château assiégé                 | Fire Emblem                             | Non              | Non              | Oui              | Non              | Oui              | Oui              |                  |
| Arène de Ferox                  | Fire Emblem: Awakening                  | Non              | Non              | Non              | Oui              | Non              | Oui              |                  |
| Arène                           | Fire Emblem                             | Non              | Non              | Non              | Non              | Oui              | Oui              |                  |
| Monastère de Garreg Mach        | Fire Emblem: Three Houses               | Non              | Non              | Non              | Non              | Non              | [ note 19 ]      |                  |
| Série Pikmin                    | Série Pikmin                            | SSB              | Melee            | Brawl            | 3DS              | Wii U            | Ultimate         |                  |
| Planète lointaine               | Pikmin                                  | Non              | Non              | Oui              | Oui              | Non              | Oui              |                  |
| Verger de l'espoir              | Pikmin 3                                | Non              | Non              | Non              | Non              | Oui              | Oui              |                  |
| Série Animal Crossing           | Série Animal Crossing                   | SSB              | Melee            | Brawl            | 3DS              | Wii U            | Ultimate         |                  |
| Smash Ville                     | Animal Crossing                         | Non              | Non              | Oui              | Non              | Oui              | Oui              |                  |
| Tortiland                       | Animal Crossing: New Leaf               | Non              | Non              | Non              | Oui              | Non              | Oui              |                  |
| Ville & centre-ville            | Animal Crossing: Let's Go to the City   | Non              | Non              | Non              | Non              | Oui              | Oui              |                  |
| Série Kid Icarus                | Série Kid Icarus                        | SSB              | Melee            | Brawl            | 3DS              | Wii U            | Ultimate         |                  |
| Royaume céleste                 | Kid Icarus                              | Non              | Non              | Oui              | Non              | Oui              | Oui              |                  |
| Forêt des Bombes zéro           | Kid Icarus: Uprising                    | Non              | Non              | Non              | Oui              | Non              | Oui              |                  |
| Temple de Palutena              | Kid Icarus: Uprising                    | Non              | Non              | Non              | Non              | Oui              | Oui              |                  |
| Série Xenoblade Chronicles      | Série Xenoblade Chronicles              | SSB              | Melee            | Brawl            | 3DS              | Wii U            | Ultimate         |                  |
| Plaine de Gaur                  | Xenoblade Chronicles                    | Non              | Non              | Non              | Oui              | Oui              | Oui              |                  |
| Mer de nuages d'Alrest          | Xenoblade Chronicles 2                  | Non              | Non              | Non              | Non              | Non              | [ note 19 ]      |                  |
| Autres licences                 | Autres licences                         | SSB              | Melee            | Brawl            | 3DS              | Wii U            | Ultimate         |                  |
| Montagne Icicle                 | Ice Climber                             | Non              | Oui              | Non              | Non              | Non              | Non              |                  |
| Sommet                          | Ice Climber                             | Non              | Non              | Oui              | Non              | Non              | Oui              |                  |
| Hanenbow                        | Electroplankton                         | Non              | Non              | Oui              | Non              | Non              | Oui              |                  |
| PictoChat                       | PictoChat                               | Non              | Non              | Oui              | Non              | Non              | Non              |                  |
| PictoChat 2                     | PictoChat                               | Non              | Non              | Non              | Oui              | Non              | Oui              |                  |
| Balloon Fight                   | Balloon Fight                           | Non              | Non              | Non              | Oui              | Non              | Oui              |                  |
| Salon                           | Nintendogs + Cats                       | Non              | Non              | Non              | Oui              | Non              | Oui              |                  |
| Mii en péril                    | Mii en péril                            | Non              | Non              | Non              | Oui              | Non              | Oui              |                  |
| Tomodachi Life                  | Tomodachi Life                          | Non              | Non              | Non              | Oui              | Non              | Oui              |                  |
| Studio Wii Fit                  | Wii Fit                                 | Non              | Non              | Non              | Non              | Oui              | Oui              |                  |
| Wrecking Crew                   | Wrecking Crew                           | Non              | Non              | Non              | Non              | Oui              | Oui              |                  |
| Pilotwings                      | Pilotwings                              | Non              | Non              | Non              | Non              | Oui              | Oui              |                  |
| Île Wuhu                        | Wii Sports Resort                       | Non              | Non              | Non              | Non              | Oui              | Oui              |                  |
| Miiverse                        | Miiverse                                | Non              | Non              | Non              | Non              | [ note 18 ]      | Non              |                  |
| Ring de boxe                    | Punch-Out!!                             | Non              | Non              | Non              | Oui              | Oui              | Oui              |                  |
| Duck Hunt                       | Duck Hunt                               | Non              | Non              | Non              | [ note 18 ]      | Oui              | Oui              |                  |
| Tour de l'horloge de l'Umbra    | Bayonetta                               | Non              | Non              | Non              | [ note 19 ]      | [ note 19 ]      | Oui              |                  |
| Tours Girelle                   | Splatoon                                | Non              | Non              | Non              | Non              | Non              | Oui              |                  |
| Stade Spring                    | Arms                                    | Non              | Non              | Non              | Non              | Non              | [ note 19 ]      |                  |
| Univers partenaires             |                                         |                  |                  |                  |                  |                  |                  |                  |
| Stage                           | Issu de                                 | Présent dans     | Présent dans     | Présent dans     | Présent dans     | Présent dans     | Présent dans     |                  |
| Série Sonic the Hedgehog        | Série Sonic the Hedgehog                | SSB              | Melee            | Brawl            | 3DS              | Wii U            | Ultimate         |                  |
| Zone Green Hill                 | Sonic the Hedgehog                      | Non              | Non              | Oui              | Oui              | Non              | Oui              |                  |
| Zone Windy Hill                 | Sonic Lost World                        | Non              | Non              | Non              | Non              | Oui              | Oui              |                  |
| Série Pac-Man                   | Série Pac-Man                           | SSB              | Melee            | Brawl            | 3DS              | Wii U            | Ultimate         |                  |
| Pac-Maze                        | Pac-Man                                 | Non              | Non              | Non              | Oui              | Non              | Non              |                  |
| Pac-Land                        | Pac-Land                                | Non              | Non              | Non              | Non              | Oui              | Oui              |                  |
| Série Final Fantasy             | Série Final Fantasy                     | SSB              | Melee            | Brawl            | 3DS              | Wii U            | Ultimate         |                  |
| Midgar                          | Final Fantasy VII                       | Non              | Non              | Non              | [ note 19 ]      | [ note 19 ]      | Oui              |                  |
| Cratère nord                    | Final Fantasy VII                       | Non              | Non              | Non              | Non              | Non              | [ note 19 ]      |                  |
| Autres licences                 | Autres licences                         | SSB              | Melee            | Brawl            | 3DS              | Wii U            | Ultimate         |                  |
| Île de Shadow Moses             | Metal Gear Solid                        | Non              | Non              | Oui              | Non              | Non              | Oui              |                  |
| Château du Dr Wily              | Mega Man 2                              | Non              | Non              | Non              | Oui              | Oui              | Oui              |                  |
| Suzaku Castle                   | Street Fighter II                       | Non              | Non              | Non              | [ note 19 ]      | [ note 19 ]      | Oui              |                  |
| Château de Dracula              | Castlevania                             | Non              | Non              | Non              | Non              | Non              | Oui              |                  |
| Mementos                        | Persona 5                               | Non              | Non              | Non              | Non              | Non              | [ note 19 ]      |                  |
| Autel de l'Yggdrasil            | Dragon Quest XI                         | Non              | Non              | Non              | Non              | Non              | [ note 19 ]      |                  |
| Montagne Perchée                | Banjo-Kazooie                           | Non              | Non              | Non              | Non              | Non              | [ note 19 ]      |                  |
| Stade de King of Fighters       | Fatal Fury                              | Non              | Non              | Non              | Non              | Non              | [ note 19 ]      |                  |
| Monde Minecraft                 | Minecraft                               | Non              | Non              | Non              | Non              | Non              | [ note 19 ]      |                  |
| Mishima Dojo                    | Tekken 7                                | Non              | Non              | Non              | Non              | Non              | [ note 19 ]      |                  |
| Forteresse oubliée              | Kingdom Hearts                          | Non              | Non              | Non              | Non              | Non              | [ note 19 ]      |                  |
| Total                           | Total                                   | 9                | 29               | 41               | 42               | 56               | 115              |                  |

### Objets

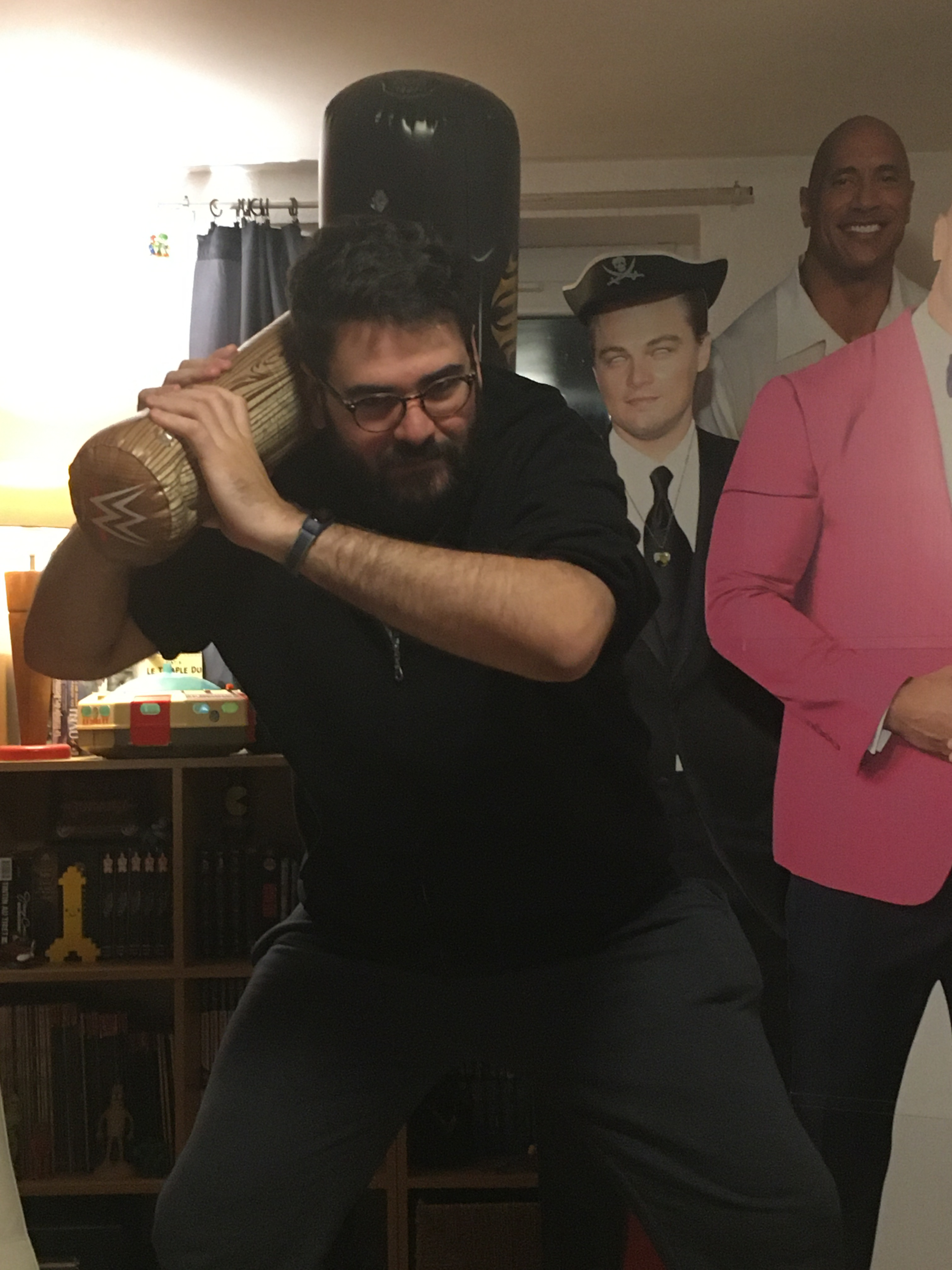
Le marteau est un objet culte de la saga Super Smash Bros, il provient à l'origine du jeu Donkey Kong (1981)

L'une des caractéristiques de la série Super Smash Bros. est la génération d'objets pendant les combats. Ces derniers apparaissent à certains moments au-dessus du niveau et tombent au sol, bien que dans certains modes de jeu (Aventure, Home Run Smash, etc.) des objets bien définis peuvent déjà être en place à des zones bien spécifiques. Les joueurs les plus rapides ou les plus proches peuvent alors les ramasser afin de bénéficier de leurs avantages (les objets non-ramassés finissant par disparaître au bout d'un certain temps). Il est toutefois possible de régler dans le menu des règles du combat la fréquence d'apparition des objets ainsi que de sélectionner ceux que le joueur souhaite ou ne souhaite pas faire apparaître. Le joueur peut aller jusqu'à choisir de ne pas inclure d'objets au sein de la partie en les désélectionnant tous : les objets peuvent en effet totalement déséquilibrer une partie tant leurs effets peuvent renverser le cours d'un combat.
Ces derniers sont divisés en plusieurs catégories :
- Conteneurs : Il s'agit d'un objet qui contient de manière aléatoire un ou plusieurs autres objets. L'écrasante majorité des conteneurs doivent être brisés afin de révéler leur contenu et peuvent être projetés sur des ennemis afin de provoquer des dégâts (à quelques exceptions près), bien que les plus lourds d'entre eux (caisses, tonneaux…) handicapent considérablement le personnage dans ses mouvements et ses coups le temps qu'il les soulève.
- Armes de combat : Une fois ramassés, ces types d'objets remplacent les coups normaux standard par un coup spécifique à l'objet utilisé. À noter que l'arme peut fournir une utilisation et des coups différents selon le personnage qui l'utilise. Elle peut être à tout moment jetée et servir de projectile si elle est propulsée dans une direction. Enfin, elles s'usent au cours des combats et finissent par disparaître après une utilisation prolongée.
- Armes de tir : Les armes de tir remplacent uniquement le coup normal standard lorsqu'elles sont ramassées : lorsque le joueur appuie sur le bouton d'attaques normales, l'arme tire ses munitions dans une direction donnée. Dans la majorité des cas, les tirs se font en rafale sur une trajectoire horizontale faisant face au personnage, mais pour certaines armes, la direction du tir peut être modifiée, et d'autres voir leurs tirs concentrés. Les armes de tirs ont toutes une quantité de munitions limitées. Lorsque l'arme les a toutes tirées, celle-ci disparaît des mains de celui qui s'en sert à partir de Super Smash Bros. for Nintendo 3DS / for Wii U ; alors que dans les précédents épisodes, elle n'agit plus et tire dans le vide tant que le joueur presse la touche d'attaques normales (la seule chose restant à faire est de jeter l'arme afin qu'elle disparaisse et que la touche soit libérée). Tout joueur qui ramasse une arme de tir ayant déjà servie mais ayant été lâchée entre-temps peut la réutiliser, mais elle garde le stock de munitions dont elle disposait au moment où son dernier utilisateur s'en est séparée. Dans les plus anciens épisodes, lorsqu'on tirait avec une telle arme, le personnage était immobilisé, mais depuis Super Smash Bros. Brawl, il est possible de tirer en bougeant.
- Projectiles : Objets ayant pour but d'être jetés sur un adversaire afin de lui infliger des malus (dégâts et/ou changement d'état). Il existe deux types de projectiles: Ceux qui sont tenus en main sont lancés dès que le joueur appuie sur la touche d'attaques normales. Sa direction dépend du sens dans lequel le joueur a incliné le stick directionnel au moment du lancer. L'autre type de projectiles permet de les propulser lorsque le joueur les frappe. La distance parcourue, la direction et la puissance avec laquelle ces types de projectiles sont envoyés dépendent des mêmes paramètres de l'attaque initiale qui a propulsé l'objet.
- Modification : Objets qui modifient l'état, les coups ou les capacités du personnage pendant une période limitée. Cette modification consiste généralement en un bonus lorsque le joueur active l'objet en le ramassant (exemple : agrandissent de taille et puissance, invincibilité momentanée, possibilité de transformer les sauts en attaque, transformation momentanée du personnage en un projectile, etc.) bien que selon les situations du terrain le bonus en question peut être rendu soit nul, soit fatal pour son bénéficiaire. La modification peut également consister en un malus lorsque l'objet doit être dirigé sur un autre joueur ou qu'il s'agisse d'un leurre visant à faire croire au joueur que l'objet est bénéfique (exemple : réduction de la taille et puissance, paralysie momentanée, perte progressive de points de vie , etc.).
- Invocation : Objets qui permettent au joueur d'invoquer aléatoirement des personnages, créatures où entités issues de diverses séries. Chacun de ces derniers dispose d'un effet particulier qui en général pénalise les autres joueurs, et immunise le personnage ayant eu recours à ce dernier (bien qu'il existe des exceptions dans lesquelles le joueur utilisateur de l'objet peut subir des dégâts). Ils finissent ensuite par disparaître une fois leur effet accompli. Initialement dans Super Smash Bros., les invocations ne concernaient que des Pokémons pouvant être aléatoirement révélés en projetant un objet nommé Poké Ball. Depuis Super Smash Bros. Brawl sont apparus en plus les invocations issues des objets nommés Trophées aide révélant aléatoirement un personnage ou entité issue de n'importe quelle série autre que Pokémon. Enfin dans Super Smash Bros. for Nintendo 3DS / for Wii U sont apparus les premiers objets d'invocation non aléatoires qui mettent en jeu des créatures propres à l'objet en question (Boss Galaga et Cocottes).
- Pièges : Cet objet s'emploie de la même manière qu'un objet projectile, à l'exception que sa finalité est d'être, après avoir été lancé, incrusté au sein du décor. Il fera alors office de piège qui frappera tout joueur s'approchant trop près de celui-ci (certains objets peuvent avoir des effets positifs et être utilisés à son avantage, comme le Ressort ou le Bumper) ou si le piège est percuté par une attaque ou une projection. La majorité des pièges affectent tous les joueurs une fois disposés sur le stage (y compris celui qui l'a mis en place) et les pièges ont une présence sur le terrain limitée dans le temps. Il existe également quelques pièges mobiles une fois actifs (exemple : Missile teigneux), ou étant actifs envers tous les joueurs dès leur apparition (exemple : Fausse balle Smash), ou qui s'activeront seuls au bout d'un certain moment si personne ne les touche (exemple : Bob-omb).
- Soin : Des objets qui n'ont d'autre but que de faire baisser le pourcentage de dégâts du personnage qui l'utilise. Lorsqu'il est ramassé, son effet s'applique immédiatement et l'objet soin disparaît aussitôt.
- Autres : Ces objets apparaissent de temps en temps et n'ont la plupart du temps aucun effet direct sur le combat. Il s'agit le plus souvent d'objets de collection tels que les trophées, les CD et les vignettes.

Le tableau ci-dessous répertorie la liste des différents objets étant apparus au fil des opus de la série Super Smash Bros., tout en précisant à chacun leur type et le jeu vidéo d'origine duquel ils sont tirés. Tout comme pour les arènes, certains objets ont été renommés au cours de leurs portages d'un épisode à l'autre. Par conséquent, les objets sont indiqués dans ce tableau par le nom qu'ils ont porté dans l'opus le plus récent dans lequel ils apparaissent.
Il est à noter que le tableau ne répertorie que les objets qui peuvent apparaître indépendamment de la nature du personnage et du niveau joué. Ne sont donc pas répertoriés les objets générés par des niveaux spécifiques (exemple : pommes de Vertes prairies, ou les palets de Planète lointaine, etc.) ni les objets générés par certains coups spéciaux de personnages (exemple : la moto de Wario, les navets de Peach, etc.).

### Musique
Les musiques entendues pendant les combats sont issues des différents univers des jeux et correspondent à chaque arène. La majorité des musiques sont remixées, mais certaines gardent leur bande d'origine. Dans le premier Super Smash Bros., chaque arène ne dispose que d'une seule et unique musique. Dans Super Smash Bros. Melee, certains arène peuvent avoir une musique alternative qui se déclenche aléatoirement lorsque le joueur sélectionne l’arène. Dans Super Smash Bros. Brawl, les musiques des différents arènes ne sont pas toutes accessibles dès le début du jeu et doivent être ramassées pendant les combats sous forme de CD en objet. Une fois le CD ramassé, une musique d'une arène donné devient accessible et s'ajoute à la liste de musiques déjà disponibles pour l’arène en question. Une autre grande nouveauté de l'épisode Super Smash Bros. Brawl par rapport à Super Smash Bros. Melee est, pour le joueur, la possibilité, via les sous-menus, de désactiver les musiques qu'il ne veut pas entendre pour chaque arène, ainsi que de sélectionner la fréquence d'apparition aléatoire d'une musique par rapport à une autre pour une arène donné. Enfin, Super Smash Bros. for Nintendo 3DS / for Wii U reprend le principe des musiques de Super Smash Bros. Brawl pour la version Wii U. Quant à la version Nintendo 3DS, chaque arène dispose de deux musiques.

### Trophées
Les trophées sont apparus à partir de Super Smash Bros. Melee. Ils représentent l'univers des jeux présents dans la série (personnages, objets, lieux, etc.). Ils peuvent être obtenus en finissant un mode de jeu, en les collectant dans le mode aventure, en les gagnant à la loterie ou au tir ou encore au travers d’événements spéciaux. Une fois ramassé, le trophée est stocké dans un menu où le joueur a accès pour aller le regarder : le trophée est modélisé en 3D et dispose de multiples détails à dénoter pour tout amateur des jeux Nintendo. De plus, chaque trophée est accompagné d'un texte descriptif qui explique l'origine, la fonction et les anecdotes du modèle représentées sur le trophée. Une banque de trophées complète s'étend à plusieurs centaines de pièces, et constitue à elle seule une mini-encyclopédie de l'univers de Nintendo.
Dans Super Smash Bros. Ultimate, les trophées ont été remplacés par les esprits, qui offrent des avantages au combat au joueur qui les équipe. Contrairement aux trophées, ces derniers ne disposent plus de description.

## Accueil

### Critiques
| Titre                              | Metacritic |
| ---------------------------------- | ---------- |
| Super Smash Bros.                  | 79/100     |
| Super Smash Bros. Melee            | 92/100     |
| Super Smash Bros. Brawl            | 93/100     |
| Super Smash Bros. for Nintendo 3DS | 85/100     |
| Super Smash Bros. for Wii U        | 92/100     |
| Super Smash Bros. Ultimate         | 93/100     |

Les avis émis sur la série Super Smash Bros. sont généralement positifs. La plupart des critiques adressées au premier épisode ont également été faites aux épisodes suivants.
Super Smash Bros. a reçu des louanges de la presse pour son mode multijoueur. Nintendo Power classe cette série comme l'une des meilleures expériences multijoueurs de l'histoire de Nintendo, évoquant comme principale raison sa jouabilité infinie induite par les nombreux coups spéciaux des personnages et ses combats rapprochés. Toutefois, les critiques ne sont pas unanimes, les principaux défauts relevés étant que le système de score du jeu n'est pas facile à suivre durant les combats et que le mode solo manque de fonctionnalités.
Super Smash Bros. Melee a généralement reçu un accueil positif de la part de la presse, principalement grâce à l’expansion des possibilités de gameplay qu'offre le jeu comparé à son prédécesseur. Mettant l'accent sur les nombreuses nouvelles fonctionnalités, GameSpy note que « Melee a vraiment réussi son coup dans le rayon du « nous avons ajouté plein de nouveaux trucs trop cool ». » Les critiques ont favorablement comparé le jeu à son prédécesseur — Fran Mirabella III d'IGN déclara ainsi que le jeu « jouait dans une cour entièrement différente de celle de la version Nintendo 64 » ; Michel Lopez de GameSpot a vanté les mérites du jeu car il offre un « mode classique » bien plus évolué que celui de son prédécesseur, tout en notant que le mode aventure est une « vraie expérience de ça passe ou ça casse ». Bien que les modes solos aient reçu un accueil mitigé, la plupart des testeurs s'accordent sur le fait que les modes multijoueurs soient une composantes bien plus importante du jeu. Ainsi, dans leur test du jeu, GameSpy déclare que « vous allez avoir du mal à trouver une expérience multijoueur plus agréable sur une autre console ».

### Ventes
| Jeu                                | Ventes (en millions d'unités écoulées) |
| ---------------------------------- | -------------------------------------- |
| Super Smash Bros.                  | 5,55                                   |
| Super Smash Bros. Melee            | 7,41                                   |
| Super Smash Bros. Brawl            | 13,32                                  |
| Super Smash Bros. for Nintendo 3DS | 9,63                                   |
| Super Smash Bros. for Wii U        | 5,38                                   |
| Super Smash Bros. Ultimate         | 34,22                                  |